# Адриан Пошехонский
Адриан Пошехонский (начало XVI века — 5 марта 1550) — игумен Русской православной церкви, преподобномученик, пошехонский чудотворец, основатель Адрианова Пошехонского монастыря.
Память 19 ноября, в день обретения мощей, 5 марта, а также 23 мая в Соборе Ростово-Ярославских святых

## Биография
Родился в Ростове, был диаконом в Корнилиевом Комельском монастыре при игуменстве Лаврентия (с 1538 по 1548 г.). Искусно писал иконы, находясь ещё в Корнилиевом монастыре.
Игумен Лаврентий благословил Адриана и послушника Леонида идти вместе для пустынножительства в Пошехонский уезд.
Они отправились туда и нашли место для основания постоянного пребывания, 13 сентября 1539 года (7048 лета), в диком лесу между селений: Белым, Пострабольским, Шельшедамским, Кештомским и Ухорским на реке Вотхе.
Около построенной ими хижины собрались ученики, и Адриан с Леонидом ходили в Москву просить у митрополита Макария храмозданную грамоту, причем Адриан был возведён в игумены будущей обители.
31 мая 1543 года освящена первая церковь, Успения Богородицы. По обстроении этого храма келиями спутник Адриана, Леонид, скончался.
В ночь на 6 марта 1550 года жители соседнего села Белого, вооружившись, пришли в недостроенный монастырь и убили Адриана. Тело преподобного найдено в 1596 года по указанию, сделанному 1 апреля умиравшим тогда монахом Ионой.
Время сочинения жития Адриана следует относить к 1571 году, по упоминанию о молебствии по случаю нашествия Девлет-Гирея.